# Nocticanace
Nocticanace (лат.) — род двукрылых насекомых семейства Canacidae из подотряда короткоусых (Brachycera). 

## Описание
Мухи очень мелких размеров; имеют длину тела менее 5 мм. От близких групп отличаются следующими признаками: диск скутеллюма без щетинок; 2 крупные дорсоклинатные щёчные щетинки; есть 1 интерфронтальная щетинка; заглазничные щетинки редуцированы или отсутствуют. Имеется 3 латерноклинатных лобно-орбитальных щетинки и катеписстернальная щетинка; церкус самки с 2 крупными шиповидными щетинками, одна апикальная, другая субапикальная, каждая довольно тупо закругленная.

## Классификация
Описано около 40 видов. Включают в состав трибы Nocticanacini (или в отдельное подсемейство Nocticanacinae).
- N. actites Mathis & Wirth, 1979[2]
- N. japonicus Munari, 2008[3]
- N. arnaudi Wirth, 1954
- N. ashlocki Wirth, 1969
- N. austra Mathis & Marinoni, 2012[4]
- N. australina Mathis, 1996[5]
- N. caffraria (Cresson, 1934)
- N. cancer Wirth, 1969
- N. chilensis (Cresson, 1931)
- N. curioi Wirth, 1969
- N. cyclura Mathis & Wirth, 1979
- N. danjoensis Miyagi, 1973
- N. danvini Wirth, 1969
- N. flavipalpis Mathis & Wirth, 1979
- N. galapagensis (Curran, 1934)
- N. hachijuoensis Miyagi, 1965
- N. japonicus Miyagi, 1965
- N. kraussi Munari, 2010[6]
- N. litoralis Delfinado, 1971
- N. littorea Mathis & Freidberg, 1991
- N. mahensis (Lamb, 1912)
- N. malayensis Miyagi, 1973
- N. marshallensis Wirth, 1951
- N. paciftcus Sasakawa, 1955
- N. packhamorum Mathis & Marinoni, 2012
- N. panamensis Mathis, 1989
- N. peculiaris Malloch, 1933
- N. propristyla Miyagi, 1973
- N. scapanius Wirth, 1969
- N. sinaiensis Mathis, 1982
- N. sinensis Delfinado, 1971
- N. spinicosta Wirth, 1969
- N. takagii Miyagi, 1965
- N. taprobane Mathis, 1982
- N. texensis (Wheeler, 1952)
- N. usingeri Wirth, 1969
- N. wirthi Mathis, 1989
- N. zimmermani Wirth, 1951

## Распространение
Встречаются в тропиках: Юго-Восточная Азия, Неотропика и Австралазия.